# Cyrtolabulus sollicitus
Cyrtolabulus sollicitus är en stekelart som först beskrevs av Giordani Soika 1941.  Cyrtolabulus sollicitus ingår i släktet Cyrtolabulus och familjen Eumenidae. Inga underarter finns listade i Catalogue of Life.